# Merowe
Merowe è una cittadina nella quale è ubicata l'omonima Diga di Merowe. 
Situata nello stato settentrionale del Sudan, dista 380 km da Khartum ed è adiacente alla cittadina di Karima situata sulla sponda opposta (nord) del Nilo.
La città è servita da una stazione ferroviaria. 

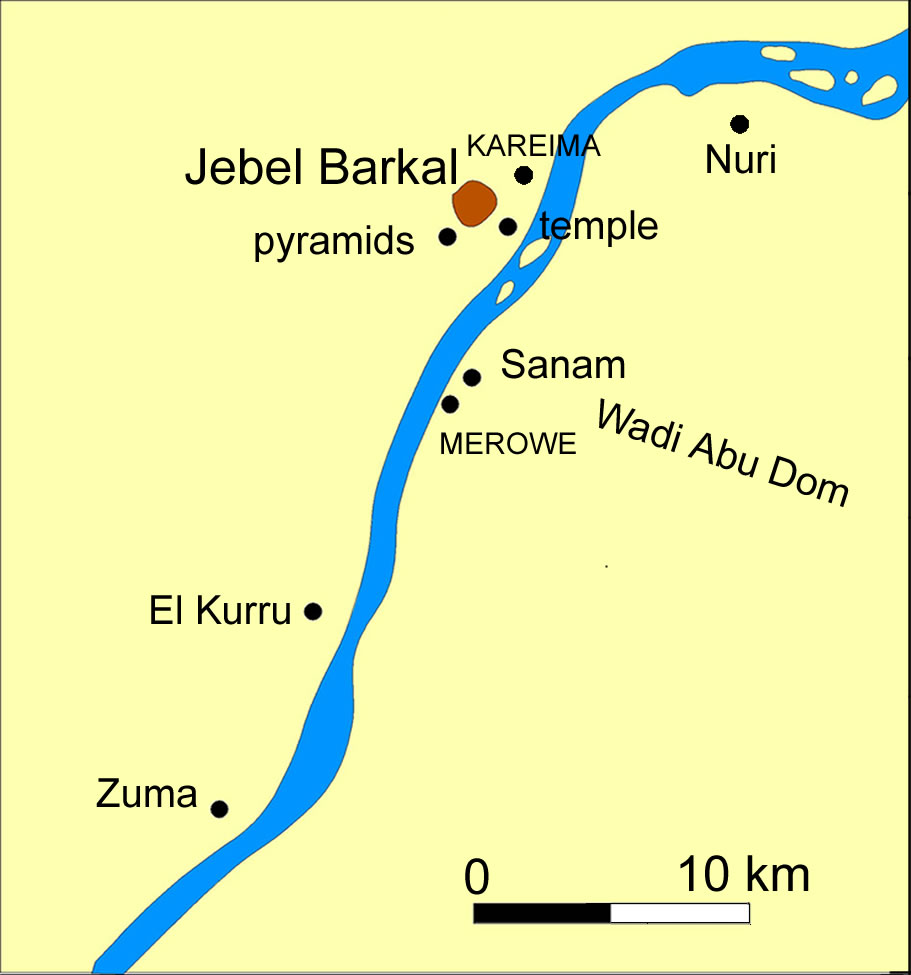
Mappa del Jebel Barkal e di Merowe